# Écume de mer (minéral)

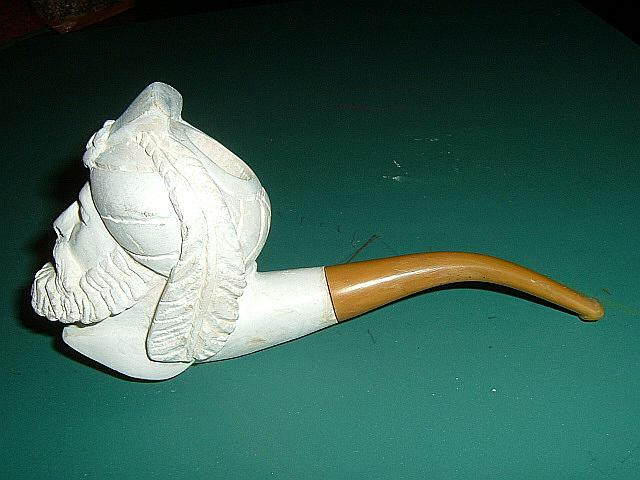
Une pipe en écume de mer.

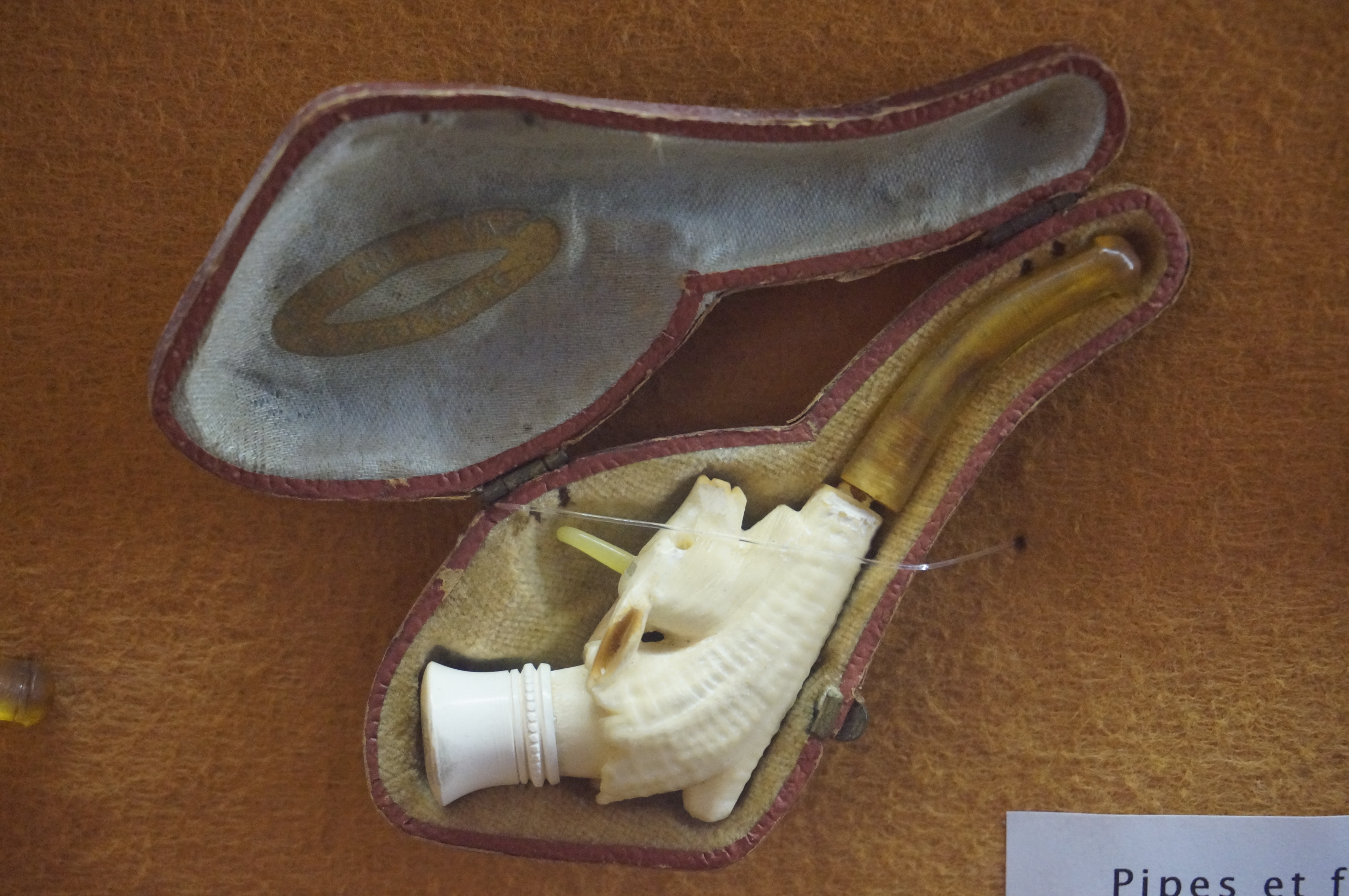
Une pipe ou porte-cigare en écume de mer dans son étui (musée de la céramique d'Andenne).

Pour les articles homonymes, voir Écume.
L'écume de mer est un minéral blanc et tendre, que l'on trouve parfois flottant dans la mer Noire et ressemblant un peu à de l'écume. Elle a été nommée sépiolite par Ernst Friedrich Glocker en référence à sa ressemblance avec les os de seiche. Elle est opaque, de couleur blanc gris ou crème, se casse suivant des fractures conchoïdales et a parfois une texture fibreuse. Elle peut être rayée du bout de l'ongle car sa dureté Mohs vaut environ 2. Sa densité varie de 0,988 à 1,279 mais la porosité de ce minéral peut entraîner des erreurs d'estimation. L'écume de mer est de l'hydrogénosilicate de magnésium de formule H4Mg2Si3O10.
La plus grande partie de l'écume de mer destinée au commerce est obtenue en Asie Mineure, principalement dans les plaines d'Eskişehir en Turquie, entre Istanbul et Ankara, où on la trouve en masses nodulaires irrégulières dans les alluvions. On raconte dans ce district qu'il y a 4 000 puits menant à des galeries horizontales pour l'extraction de l'écume de mer. Les principaux lieux de production sont Sepetdji-Odjaghi et Kemikdji-Odjaghi, à 30 km au sud-est d'Eskişehir. Ce minéral est souvent associé à de la magnésite, la source primitive de ces deux minéraux étant la serpentine.
Après extraction, l'écume de mer est tendre mais elle durcit lors de son séchage. On la trouve également en Grèce, notamment à Thèbes et dans les îles d'Eubée et de Samos. Elle est également exploitée en petites quantités dans certaines régions de France, d'Espagne et du Maroc. Aux États-Unis, elle est extraite en Pennsylvanie, en Caroline du Sud et en Utah. 
L'écume de mer a été utilisée comme savon, comme terre savonneuse et comme matériau de construction. Mais son emploi principal consiste en la fabrication de pipes et de porte-cigares. Avant l'apparition des pipes en bruyère (une spécialité française), on trouvait principalement des pipes en terre et des pipes en écume de mer, les pipes d'écume étant réservées aux classes supérieures. Le produit extrait est gratté pour être débarrassé de sa matrice, il est ensuite séché puis encore gratté et enfin poli à la cire. Les pièces grossières ainsi obtenues sont ensuite tournées et sculptées. Les pipes en écume de mer doivent leur succès au travail artistique des maîtres pipiers, mais également aux propriétés naturelles de la matière. L'écume de mer est une matière minérale naturelle qui ne brûle pas. C'est également un filtre naturel grâce à sa porosité. Elle absorbe de la nicotine et du goudron (c'est ainsi qu'elle obtient sa coloration définitive après de nombreuses utilisations). Son pH neutre préserve le goût du tabac. Enfin la légèreté de l'écume de mer rend les pipes facilement manipulables. Ses seuls défauts lui valant parfois d'être boudée par les fumeurs sont sa fragilité et son prix.  
Les produits en écume de mer étaient traditionnellement réalisés à Vienne. Cependant, depuis les années 1970, la Turquie a interdit l'exportation de l'écume brute, afin de développer l'artisanat local. Les anciens artisans ont donc disparu et de nos jours, les pipes d'écume non turques sont souvent réalisées à partir d'écume de mer pressée, de qualité inférieure, venue d'Afrique. Quelques distributeurs en France continuent l'importation d'écume véritable comme Jademir ou L'Écume des Roses. Des clubs de pipe, des amateurs et des civettes spécialisées continuent de proposer des pipes et des fume-cigarettes en écume.
Le minéral tendre et blanc de Lånbangshyttan (Värmland, Suède) connu sous le nom d'aphrodite est proche de l'écume de mer.